# Ala-Too Naryn
Ala-Too Naryn (kirg. Футбол клубу «Ала-Тоо» Нарын) – kirgiski klub piłkarski, mający siedzibę w mieście Naryn, w środku kraju.

## Historia
Chronologia nazw:
- 1992: Ala-Too Naryn (ros. «Ала-Тоо» Нарын)
- 1995: klub rozwiązano
- 2005: Ala-Too Naryn (ros. «Ала-Тоо» Нарын)

Piłkarski klub Ala-Too został założony w miejscowości Naryn w roku 1992. W 1992 po uzyskaniu niepodległości przez Kirgistan klub startował w rozgrywkach Pucharu Kirgistanu, gdzie dotarł do 1/8 finału. Również w 1992 debiutował w Wyższej Lidze, w której zajął ostatnie 12.miejsce i w następnym sezonie występował w Pierwszej Lidze. W 1995 ostatni raz startował w 1/8 finału Pucharu Kirgistanu, a potem został rozwiązany.
W 1997 roku został założony klub Dordoj Naryn (późniejszy "Dordoj-Dinamo", potem "Dordoj"), który wiele razy później zdobywał mistrzostwo Kirgistanu. W drugiej połowie 2005 roku "Dordoj" przeniósł się do Biszkeku.
W 2005 roku klub Ala-Too Naryn został reaktywowany ponownie, tym razem jako farm klub Dordoj Biszkek. Na początku przez kilka sezonów występował w Pierwszej Lidze oraz rozgrywkach o Puchar kraju.  W 2012 zespół ponownie zgłosił się do rozgrywek Wyższej Ligi. W swoim pierwszym sezonie po powrocie zajął 6.miejsce w tabeli, w następnym roku był piątym i ponownie w 2014 roku piątym. W 2015 klub znów zajął piątą pozycję.

## Sukcesy

### Trofea międzynarodowe
Nie uczestniczył w rozgrywkach azjatyckich (stan na 31-12-2015).

### Trofea krajowe
| \| \| Zdobyte trofea w rozgrywkach Kirgistanu (stan na: 31-12-2015) \| |                                                               |      |                  |
| Rozgrywki                                                              | Osiągnięcie                                                   | Razy | Sezon(y)         |
| Mistrzostwo                                                            | I miejsce                                                     | 0    |                  |
| Mistrzostwo                                                            | II miejsce                                                    | 0    |                  |
| Mistrzostwo                                                            | III miejsce                                                   | 0    |                  |
| Mistrzostwo                                                            | 5.miejsce                                                     | 3    | 2013, 2014, 2015 |
| Puchar                                                                 | zdobywca                                                      | 0    |                  |
| Puchar                                                                 | finalista                                                     | 0    |                  |
| Puchar                                                                 | 1/4 finału                                                    | 1    | 2013             |
| II liga                                                                | I miejsce                                                     | ?    |                  |
| II liga                                                                | II miejsce                                                    | ?    |                  |
| II liga                                                                | III miejsce                                                   | ?    |                  |
| Kirgistan                                                              | Zdobyte trofea w rozgrywkach Kirgistanu (stan na: 31-12-2015) |      |                  |

## Stadion
Klub rozgrywa swoje mecze domowe na stadionie Centralnym w Narynie, który może pomieścić 3000 widzów.